# Cheirogaleus thomasi
Cheirogaleus thomasi is een zoogdier uit de familie van de dwergmaki's (Cheirogaleidae). De wetenschappelijke naam van de soort werd voor het eerst geldig gepubliceerd door Charles Immanuel Forsyth Major in 1894.

## Voorkomen
De soort komt alleen voor in de regio Anosy van Madagaskar.